# Франсуа, Дебора
Дебора Франсуа (род. 24 мая 1987) — бельгийская актриса. Дебютировала в главной роли в фильме «Дитя», получившем «Золотую пальмовую ветвь» на Каннском фестивале 2005 года. В следующем году она снялась в фильме «Ассистентка». За роль Флер в фильме «Первый день оставшейся жизни» (2009) получила кинопремию «Сезар» в категории самая многообещающая актриса.

## Фильмография
| Год  |    | Русское название             | Оригинальное название              | Роль                |
| ---- | -- | ---------------------------- | ---------------------------------- | ------------------- |
| 2005 | ф  | Дитя                         | L'enfant                           | Соня                |
| 2006 | ф  | Ассистентка                  | La tourneuse de pages              | Мелани Пруво        |
| 2007 | ф  | Красные муравьи              | Les fourmis rouges                 | Алекс               |
| 2007 | ф  | Домбэ и сын                  | Dombais et fils                    | Флоренса            |
| 2007 | ф  | Бабье лето                   | L'été indien                       | Сюзанна             |
| 2008 | ф  | Женщины-агенты               | Les femmes de l'ombre              | Гаэль Леменек       |
| 2008 | ф  | Первый день оставшейся жизни | Le premier jour du reste de ta vie | Флер                |
| 2009 | ф  | Неубранные постели           | Unmade Beds                        | Вера                |
| 2009 | ф  | Сделай меня счастливым!      | Fais-moi plaisir                   |                     |
| 2009 | ф  | Моя королева Каро            | My Queen Karo                      | Даля                |
| 2010 | ф  | Студентка по вызову          | Mes chères études                  | Лаура               |
| 2011 | ф  | Часть воспоминаний           | Memories Corner                    | Ада Сервье          |
| 2011 | ф  | Монах                        | Le moine                           | Валерио             |
| 2011 | ф  | Злоключения кассирши         | Les tribulations d'une caissière   |                     |
| 2012 | ф  | Любовь на кончиках пальцев   | Populaire                          | Роза Памфиль        |
| 2012 | мф | Зарафа                       | Zarafa                             | Зарафа (озвучка)    |
| 2014 | ф  | Он ушел в воскресенье        | Un beau dimanche                   | Эммануэль Камбьер   |
| 2013 | ф  | Это не любовь                | C'est pas de l'amour               | Летиция             |
| 2014 | ф  | Учитель                      | Maestro                            | Глория              |
| 2016 | ф  | Сезанн и я                   | Cézanne et moi                     | Мари-Гортензия Фике |
| 2017 | ф  | 12 мелодий любви             | Chacun sa vie                      | Джессика            |
| 2017 | ф  | Возьми меня в аренду!        | Loue-moi !                         | Леа                 |
| 2019 | ф  | Дикий штат                   | L'état sauvage                     | Джастин             |
| 2019 | ф  | Не состарится                | Never Grow Old                     | Одри Тейт           |
| 2020 | ф  | Парамедик                    | El practicante                     | Вейн                |
| 2021 | ф  | Наследницы                   | Les héritières                     | Мадам Лебель        |
| 2021 | с  | Школа жизни                  | L'école de la vie                  | Клеманс             |
| 2021 | ф  | Бряцание ключей              | Le bruit des trousseaux            | Лия                 |